# 애니콜 스타일 보고서
애니콜 스타일 보고서(Anycall Style Report)은 삼성전자에서 2008년 10월 1일에 출시한 휴대 전화이다.
전면부에 터치스크린을 채용한 점이 특징이며 다른 이름으로 소울폴더라고 불린다.